# 金馆长对金馆长对金馆长
《金馆长对金馆长对金馆长》（韓語：김관장 대 김관장 대 김관장）是朴成均执导，申鉉濬、崔成國和权伍中主演的韩国动作喜剧电影，电影讲述了一个小山村中三个金姓武术道馆馆长间的故事。电影于2007年2月8日在韩国上映。电影在放映前三天获得了36万观众并排名第三，进入3月之后则掉出了前十位。电影中崔成国饰演的金馆长的一个似笑非笑的表情常用作被中國大陸网民用作恶搞素材。

## 脚注
1. 1 2  .   [2013-04-14]. （原始内容存档于2016-03-04）.
2. 1 2  .   [2013-04-14]. （原始内容存档于2016-03-04）.
3. ↑  .   [2013-04-14]. （原始内容存档于2018-02-08）.
4. ↑  .   [2013-04-14]. （原始内容存档于2019-03-31）.